# 符騰堡的亞歷山大 (1804年—1881年)
符騰堡的亞歷山大（德語：Alexander von Württemberg，1804年12月20日—1881年10月28日），符騰堡公爵腓特烈二世·歐根的孫子，符騰堡國王腓特烈一世的姪子。

## 家庭
1837年，亞歷山大與奧爾良的瑪麗結婚，兩人的獨子菲利普於隔年出生。